# Stenomacrus variabilis
Stenomacrus variabilis är en stekelart som först beskrevs av William Harris Ashmead 1894.  Stenomacrus variabilis ingår i släktet Stenomacrus och familjen brokparasitsteklar. Inga underarter finns listade i Catalogue of Life.